# Beantake
Beantake est une commune rurale malgache située dans la partie centre de la région d'Atsimo-Andrefana.

## Économie
60 % de la population de la commune sont constitués d'agriculteurs et 39,5 % sont des éleveurs. Ils cultivent surtout le manioc, l'arachide et le maïs.